# Gov.uk
gov.uk（网站上风格化为GOV.UK）是一个英国公共部门信息网站，由政府数字服务创建，以提供对英國政府服务的单一访问站点。继Alphagov项目后，gov.uk于2012年1月31日推出Beta版，同年10月17日正式启用。